# Academia Paulista de Letras
Die Academia Paulista de Letras (APL) ist eine 1909 in São Paulo gegründete Literatur- und Sprachakademie.
Das Gründungsstatut orientierte sich an dem der Academia Brasileira de Letras (gegründet 1897). Sie wurde am 27. November 1909 von 40 Dichtern, Schriftstellern, Wissenschaftlern und Politikern, überwiegend im Bundesstaat São Paulo beheimatet, unter der Federführung von Joaquim José de Carvalho gegründet. Sie hat heute ihren Sitz in der Largo do Arouche im Stadtzentrum.
Erster Präsident wurde von 1909 bis 1916 Brasílio Machado. Aktueller, der achtzehnte Präsident ist seit 2011 Antonio Penteado Mendonça in Nachfolge von José Renato Nalini (Stand: 2012). Jedes Akademiemitglied behält seinen Sitz, den Cadeira, bis zum Lebensende. Von Anfang an stand die Akademie auch Schriftstellerinnen offen. Die Mitglieder werden heute auch als Unsterbliche, die Imortais, bezeichnet.
Die Akademie entwickelte sich seit der Gründung, neben der in Rio Janeiro, zur zweiten wichtigen Schriftstellervereinigung, die für die Entwicklung der sãopaulischen Literatur und Sprache innerhalb der brasilianischen Literaturgeschichte des 20. Jahrhunderts bedeutend war. Die Autoren waren maßgeblich an der Entwicklung und Ausprägung des Modernismo brasileiro, des in Abgrenzung zur europäischen Literatur lateinamerikanischen Modernismo, dem damit verbundenen Realismus, z. B. dem psychologischen städtischen Roman und dem Regionalismo brasileiro beteiligt.  Sie legt ihren Schwerpunkt gemäß ihrer Statuten auf das literarische Leben, die Mundart und den Schutz der kulturellen Werte des Bundesstaates São Paulo.

## Mitglieder
| Sitz (Cadeira) | Namensgeber (Patrono)                                              | Gründer (Fundador)                               | Gegenwärtige Mitglieder Name                       | seit |
| -------------- | ------------------------------------------------------------------ | ------------------------------------------------ | -------------------------------------------------- | ---- |
| 1              | Machado de Oliveira                                                | Brasílio Machado                                 | Raul Marino Júnior                                 | 2015 |
| 2              | José Feliciano Fernandes Pinheiro, Erster Visconde de São Leopoldo | Dino Bueno                                       | Miguel Reale Júnior                                | 2006 |
| 3              | Matias Aires                                                       | Luís Pereira Barreto                             | Júlio Medaglia                                     | 2009 |
| 4              | José de Anchieta                                                   | Joaquim José de Carvalho                         | Célio Debes                                        | 1994 |
| 5              | Eduardo Prado                                                      | Ulisses Paranhos                                 | Gabriel Benedito Isaac Chalita                     | 2006 |
| 6              | José Vieira Couto de Magalhães                                     | João Vampré                                      | Luiz Carlos Lisboa                                 | 1992 |
| 7              | José Bonifácio, o Moço                                             | José de Freitas Guimarães                        | Anna Maria Martins                                 | 1992 |
| 8              | Bárbara Heliodora, auch: Eliodora                                  | Prisciliana Duarte de Almeida                    | Juca de Oliveira                                   | 2013 |
| 9              | Álvares de Azevedo                                                 | Venceslau de Queirós                             | Ada Pellegrini Grinover                            | 2002 |
| 10             | Cesário Mota Júnior                                                | Eduardo Augusto R. Guimarães                     | Paulo Nogueira Neto                                | 1991 |
| 11             | Bartolomeu de Gusmão                                               | Francisco de Paula Rodrigues (1840) Monsenhor    | Eros Roberto Grau                                  | 2012 |
| 12             | Paulo Egídio                                                       | Alberto Seabra                                   | Paulo Nathanael Pereira de Souza                   | 2009 |
| 13             | Alexandre de Gusmão                                                | Erasmo de Carvalho Braga                         | Myriam Ellis                                       | 1991 |
| 14             | Martim Francisco Ribeiro de Andrada                                | Martim Francisco Filho                           | Walcyr Carrasco                                    | 2008 |
| 15             | Luís da Gama (Luís Gama)                                           | Alberto Faria                                    | José Gregori                                       | 2011 |
| 16             | Américo Brasílio de Campos                                         | Carlos de Campos                                 | Bolívar Lamounier                                  | 1997 |
| 17             | Júlio Ribeiro (Júlio César Ribeiro Vaughan)                        | Silvio de Almeida                                | Massaud Moisés                                     | 2000 |
| 18             | Antonio de Toledo Piza e Almeida                                   | Benedito Octavio de Oliveira                     | Jorge Caldeira                                     | 2008 |
| 19             | Antônio Joaquim da Rosa                                            | Cláudio de Souza                                 | Synesio Sampaio Goes Filho                         | 2017 |
| 20             | Ezequiel Freire (José Ezequiel Freire de Lima)                     | Reinaldo Porchat                                 | Renata Pallottini                                  | 2013 |
| 21             | Antônio Carlos Ribeiro de Andrada                                  | Almeida Nogueira                                 | Roberto Duailibi                                   | 2015 |
| 22             | João Pereira Monteiro Júnior (João Monteiro)                       | Estevam de Almeida (Estevão de Almeida)          | José de Souza Martins                              | 2015 |
| 23             | Monsenhor Manuel Vicente                                           | João Nepomuceno Manfredo Leite (Manfredo Leite)  | Celso Lafer                                        | 2015 |
| 24             | Francisco Quirino dos Santos                                       | Carlos Augusto Ferreira                          | Mauricio de Sousa                                  | 2011 |
| 25             | Francisco Adolfo de Varnhagen, Visconde de Porto Seguro            | Antônio Ferreira de Oliveira                     | José Goldemberg                                    | 2014 |
| 26             | Martins Fontes                                                     | Pedro Augusto Gomes Cardim (Gomes Cardim)        | José Fernando Mafra Carbonieri                     | 2012 |
| 27             | Joaquim Inácio Ramalho, Erster Barão de Ramalho                    | Gama Cerqueira                                   | Fábio Lucas                                        | 1997 |
| 28             | Caetano de Campos                                                  | Rubião Alves Meira (Rubião Meira)                | Djamila Ribeiro                                    | 2022 |
| 29             | Paulo Eiró (Paulo Francisco de Salles Eiró)                        | Valdomiro Silveira                               | José Pastore                                       | 2004 |
| 30             | Diogo Antônio Feijó                                                | Eugênio Egas (Eugênio de Andrada Egas)           | Raul Cutait                                        | 2010 |
| 31             | Rangel Pestana                                                     | Hipólito da Silva (José Hipolito da Silva Dutra) | Ives Gandra da Silva Martins (Ives Gandra Martins) | 1992 |
| 32             | Ezequiel Ramos                                                     | Ezequiel Ramos Júnior                            | Antônio Penteado Mendonça                          | 2005 |
| 33             | Teófilo Dias (Teófilo Odorico Dias de Mesquita)                    | Amadeu Amaral                                    | Jô Soares                                          | 2016 |
| 34             | Pedro Taques de Almeida Pais Leme kurz: Pedro Taques               | Basílio de Magalhães                             | Tércio Sampaio Ferraz Júnior                       | 1993 |
| 35             | Antonio de Godoi Moreira da Costa                                  | José Vicente Sobrinho                            | Paulo Bomfim                                       | 1963 |
| 36             | Euclides da Cunha                                                  | Raul Soares de Moura                             | Fernando Antônio Figueiredo                        | 2009 |
| 37             | João Mendes de Almeida                                             | Rafael Correia (1858)                            | Ignácio de Loyola Brandão                          | 2007 |
| 38             | Clemente Falcão de Souza Filho                                     | Adolpho Pinto (Adolfo Augusto Pinto)             | Ruth Rocha                                         | 2007 |
| 39             | Gabriel José Rodrigues dos Santos                                  | Pedro Manuel de Toledo                           | Benedito Lima de Toledo                            | 2000 |
| 40             | José Bonifácio de Andrada e Silva, o Patriarca da Independência    | José Feliciano de Oliveira                       | José Renato Nalini                                 | 2003 |

## Veröffentlichungen
- Revista da Academia Paulista de Letras. São Paulo. 1.1938–50.2001,Juli = No. 1–114; 64.2001,Dez. - 66.2003,Juni = No. 115–119; 68.2004=No. 120ff. ZDB-ID 731938-1. Ein Register der Jg. 1/22, 1938/1962 erschien in Jg. 23.1966.